# Аджира
Аджира (итал. Agira) — город в Италии, расположен в регионе Сицилия, в провинции Энна.
Население составляет 8358 человек (на 31.05.2007 г.), плотность населения составляет 51,24 чел./км². Занимает площадь 163,09 км². Почтовый индекс — 94011. Телефонный код — 0935.
Покровителем города считается св. Филипп из Агиры. Праздник города ежегодно празднуется 12 мая и 12 августа.

## Демография
Динамика населения:

## Администрация коммуны
- Официальный сайт: https://web.archive.org/web/20060501170242/http://www.comune.agira.en.it/